# گذر (ستاره‌شناسی)

تصویر متحرک گذر زهره ۱۳۹۱، با توجه به مراحل چهارگانهٔ گذر

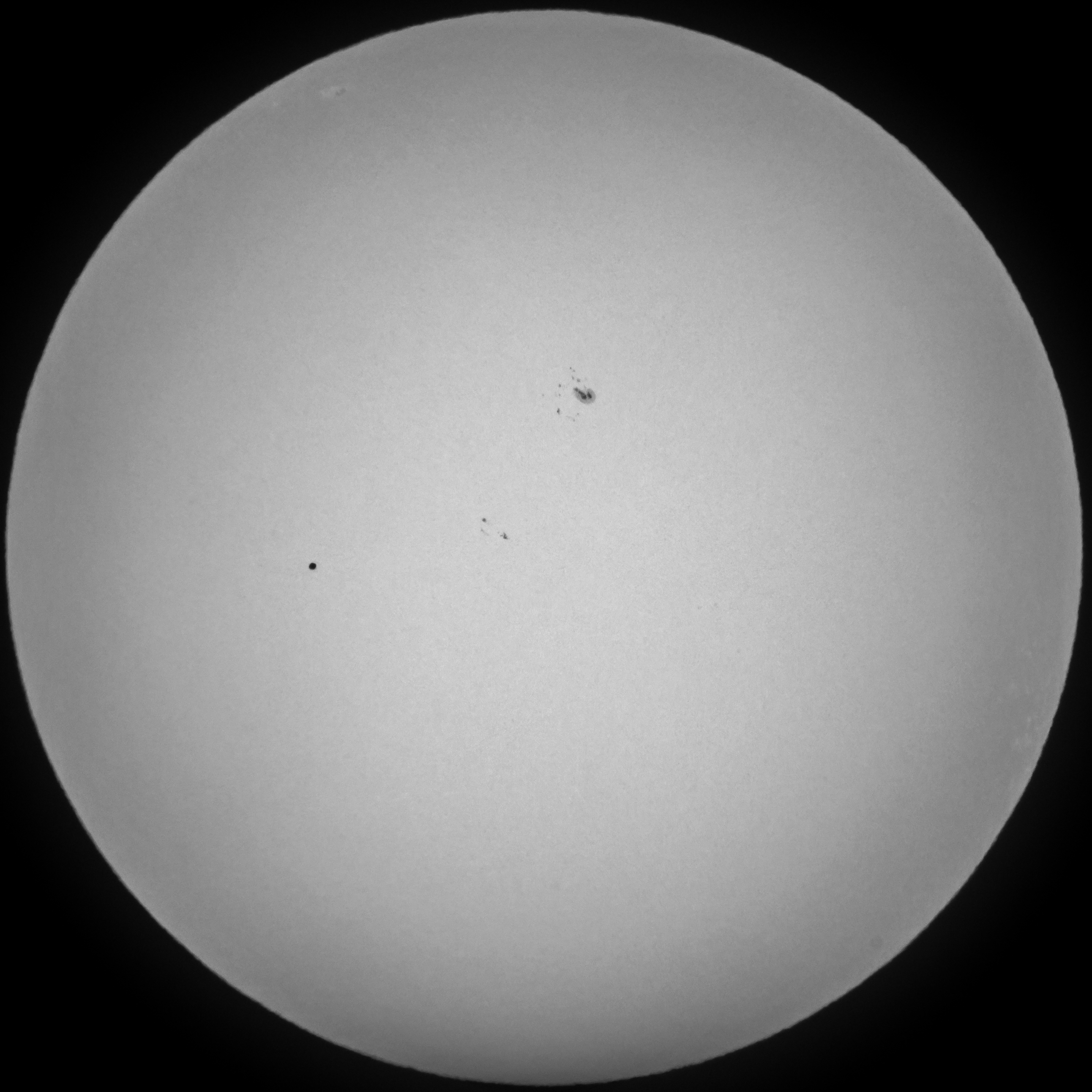
گذر ۲۰ اردیبهشت ۱۳۹۵، عطارد نقطهٔ گرد و کوچک سمت چپ میانه قرص خورشید است. لکهٔ خورشیدی نیز در میانه و با ابعاد بزرگ‌تر در بالاتر از میانهٔ خورشید دیده می‌شود. (قابل بزرگ‌نمایی و وضوح بیشتر)

گذر در اصطلاح اخترشناسی، هنگامی‌ست که جرم کوچک‌تری از مقابل قرص جرم بزرگ‌تری در آسمان، گذر یا عبور (Transit) می‌کند. بطوری‌که چند رصدگر این پدیده را از نقاط مناسب بتوانند مشاهده کنند.
در این مورد برای نمونه گذر سیارات داخلی (عطارد و زهره) از روی زمین مقابل قرص خورشید دیده می‌شود. در اصطلاح دیگر نجومی، وقتی یک جرم سماوی به علت حرکت ظاهری کرهٔ آسمان از نصف‌النهار ناظر می‌گذرد، نیز گذر گفته می‌شود.
گذرهای سیاره‌ای از مقابل خورشید از پدیده‌های کم‌یاب آسمان‌اند که از دید ناظر زمینی تنها برای دو سیاره تیر و ناهید (سیارات داخلی مدار زمین) رخ می‌دهند. گذرها پدیده‌هایی مثل خورشیدگرفتگی هستند، با این تفاوت که در خورشیدگرفتگی کامل، ماه تمام قرص خورشید را می‌پوشاند و دیگر نوری از خورشید به زمین نمی‌رسد، اما تیر و ناهید آن قدر از زمین دورند که هنگام گذر مثل لکهٔ گرد سیاهی بر قرص درخشان خورشید دیده می‌شوند. موقع گذر، زمین، سیاره و خورشید بر یک خط قرار دارند (مقارنه). گذر تیر در هر قرن تا ۱۳ بار روی می‌دهد، اما گذر ناهید در بهترین شرایط هر قرن فقط ۲ بار تکرار می‌شود.

## تاریخچهٔ نخستین محاسبات و رصد

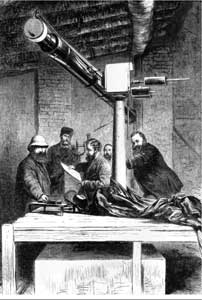
رصد گذر زهره سال ۱۸۷۴ توسط گروه آلمانی در اصفهان

اخترشناسان چینی نخستین کسانی بودند که توانستند پدیدهٔ گذر را رصد کنند. بنظر می‌رسد در دورهٔ میانه، فارابی، حکیم بزرگ ایرانی، نخستین دانشمندی باشد که احتمالاً در سال ۹۱۰ میلادی گذر زهره را رصد کرده‌است. از طرف دیگر به نظر می‌رسد دانشمندانی همچون کندی، ابن بقا و ابن سینا نیز پدیده گذر زهره را به گونه‌ای پیش‌بینی و رصد کرده باشند. نخستین گزارش رصد گذر زهره توسط ابن سینا از گذر ۲۴ مهٔ ۱۰۳۲ میلادی با اشارهٔ مستقیم و مختصر خود او در کتاب شفا قابل توجه‌است: «من زهره را مثل خالی بر صفحهٔ خورشید دیده‌ام.»
در دوره‌های جدید نخستین‌بار کپلر در سال ۱۶۲۷ توانست گذر ۷ نوامبر ۱۶۳۱ عطارد و برای یکماه بعد وقوع گذر زهره در ۶ دسامبر ۱۶۳۱ را پیش‌بینی کند. پس از درگذشت کپلر بر اساس پیش‌بینی‌های وی، نخستین‌بار اخترشناسی بنام پیر گاسندی در سال ۱۶۳۱ در پاریس موفق به رصد گذر عطارد و ثبت نخستین رصد گذر یک سیاره شد؛ و گذر زهره در همان‌سال در اروپا چندان قابل رصد نبود. نخستین رصد گذر زهره بدنبال محاسبهٔ اخترشناس جوان انگلیسی، جرمیا هوروکس و توسط وی در ۴ دسامبر ۱۶۳۹ انجام شد.
در ایران برای رصد گذر زهره در ۱۸۷۴ میلادی برابر با ۱۲۵۳ خورشیدی، به پیشنهاد «میرزا عبدالغفار خان نجم الدوله اصفهانی» (آموزگار علوم ریاضی دارالفنون)، دو گروه از اخترشناسان آلمانی با تلسکوپ‌های خود برای رصد گذر زهره به ایران آمدند. یک گروه در طهران روی بام کلاه فرنگی باغ سپه‌سالار زهره را رصد کردند که نجم‌الدوله که از اخترشناسان و مهندسان بسیار موفق زمان خود بود، از معدود کسانی است که در آن سال گذر زهره را (۲۸ شوال سال ۱۲۹۱ قمری) رصد کرد. گروه دیگر هم به سرپرستی «گاستوفریچ» به اصفهان آمدند و در عمارت باغ زرشک اصفهان به رصد گذر ناهید پرداختند. یادگار این گروه قطعات سنگی یابود سال ۱۸۷۴ است که اکنون در کلیسای وانک اصفهان نگهداری می‌شود.

## گذر زهره
گذر زهره (ناهید) به‌طور متوسط در هر ۱۱۶ سال دو بار با فاصلهٔ ۸ ساله روی می‌دهد. در بیشترین حالت هر قرن ۲ بار و در بدترین حالت -مانند قرن بیستم- هیچ گذری برای زهره روی نمی‌دهد.
گذر اخیر سیارهٔ زهره از ناحیهٔ شمالی خورشید در تاریخ ۱۷ خرداد ۱۳۹۱ (۶ ژوئن ۲۰۱۲) روی داد. شروع گذر در سراسر آمریکای شمالی، هاوایی، مناطق انتهای شمالی و باختری آمریکای جنوبی، نوارهای شمالی و شرقی آسیا و استرالیا و زلاند نو بود.
در ایران پس از طلوع خورشید نیمهٔ دوم گذر مشاهده شد که منطقهٔ سرخس و چابهار در ایران بهترین نقاط برای رؤیت بودند. گذر بعدی ۱۰۵ سال دیگر خواهد بود.
این گذر نادرترین خورشیدگرفتگی شناخته شده‌بود.

## گذرعطارد

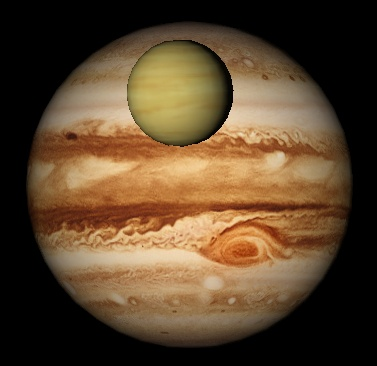
سیارهٔ عطارد (سیارهٔ تیر) و سیارهٔ زهره

سیارهٔ عطارد (سیارهٔ تیر) نیز مانند سیارهٔ زهره بین زمین و خورشید قرار گرفته و از ناظر زمینی موجب گذر قرص آن از خورشید می‌گردد. عبور عطارد فقط یا در اردیبهشت‌ماه (ماه مه) یا آبان‌ماه (ماه نوامبر) روی می‌دهد؛ و علت ندرت این عبورها (که در هر قرن تا ۱۳بار روی می‌دهند) به این علت است که زاویهٔ میل مدار آن با مدار زمین (۷ درجه) سبب می‌شود که سیاره معمولاً یا از شمال یا از جنوب خورشید بگذرد.
اندازه‌گیری‌های دقیق عبورهای عطارد نه فقط برای تعیین دقیق مدار عطارد بلکه برای اندازه‌گیری دورهٔ تناوب حرکت وضعی زمین نیز به کار می‌آید.
گذر اخیر سیارهٔ عطارد دوشنبه ۲۰ اردیبهشت ۱۳۹۵ (۹ مهٔ ۲۰۱۶) که از ساعت ۱۵:۴۱ تا ۲۳:۱۰ به وقت تهران رخ داد. در این پدیدهٔ گذر سایهٔ عطارد از برابر قرص خورشید به کمک وسایل اپتیکی مجهز به فیلتر مخصوص تضعیف شدت نور و ضد اشعهٔ مضر خورشید در ساعات روز قابل رؤیت است. این گذر در بیشتر نقاط دنیا به صورت کامل یا نیمه دیده می‌شود و فقط از استرالیا و جنوب‌شرقی‌ترین نقاط آسیا قابل مشاهده نیست. گذر قبلی عطارد که از ایران هم قابل رؤیت بود سال ۱۳۸۲ رخ داد و گذر بعدی سال ۱۳۹۸ در مناطق غربی ایران مشاهده خواهد شد. نخستین گذر در قرن پانزدهم خورشیدی ۱۴۱۱ خواهد بود.

## گذر فرازمینی
منظور از گذر فرازمینی گذر سیارات دیگر از مقابل خورشید یا مقابل جرم بزرگ‌تر دیگر، مورد مشاهدهٔ فرضی از سطح سیاره‌ای غیر از سیارهٔ زمین است؛ مثلاً گذر سیارهٔ مریخ، زمین، زهره و عطارد از قرص خورشید که از میانهٔ سطح مشتری قابل محاسبه و مشاهدهٔ فرضی می‌باشد.
ارزش محاسبه این گذرهای فرازمینی که بیشتر محاسباتی است و در حالت معمول غیرقابل مشاهده، برای درک حالات کامل مقارنه میان سیارات و خورشید است.